# Sony Center
För Sony Center på Potsdamer Platz i Berlin, se Sony Center Berlin
Sony Center är en konceptbutikskedja som säljer hemelektronik från Sony.
Idén om Sony Center är inte någon nyhet i Europa, där centren har funnits i flera år. I Storbritannien finns konceptet sedan många år tillbaka och idag finns det över 100 Sony Center som ägs av privata affärsinnehavare som har etablerat ett fast samarbete med Sony. 
Idén om att etablera liknande konceptbutiker som skulle drivas av privata radiohandlare har funnits hos Sony Nordic sedan mitten av 1990-talet. Det första Sony Centret inom Sony Nordic öppnade i Tallinn 1995. Den första butik som öppnats enligt det nuvarande konceptet var i Norge och i staden Bergen i oktober 2001. Den följdes av ett till Sony Center i samma stad 2003. 
Mellan 2001 och 2003 installerades en variant av Sony Centret, Sony Shop in Shop i en lång rad butiker i hela Sony Nordic-området. Under tiden reviderades Sony Center-konceptet. Shop in Shop-konceptet finns fortfarande inom Sony Nordic. Många butiker använder formen särskilt till att demonstrera Sony WEGA-tv:n. 
Den slutliga revideringen av Sony Center-konceptet var färdig år 2003. Då tog öppningen av Sony Centren fart på allvar. I slutet av 2003 och i början av 2004 öppnades Sony Center i Oslo, Tallinn, Reykjavik, Köpenhamn, Helsingfors och Stockholm. Alla center har mötts av ett stort publikintresse på öppningsdagen som har hållit i sig med stadigt stigande försäljning. Sony Nordic har ett mål om 40 center i hela Norden. 
Förutom butiken i Stockholm finns även Sony Center i Helsingborg, Sundsvall, Uppsala, Malmö, Sickla och Örebro. Till hösten 2009 kommer ett åttonde Sony Center öppna i Täby Centrum.
Ett Sony Center kan i de flesta fall få tag på de allra flesta reservdelar och tillbehör till nya, som flera år gamla produkter.